# Neurothemis intermedia
Neurothemis intermedia е вид водно конче от семейство Libellulidae. Видът не е застрашен от изчезване.

## Разпространение
Разпространен е във Виетнам, Индия (Аруначал Прадеш, Асам, Бихар, Западна Бенгалия, Карнатака, Керала, Мадхя Прадеш, Манипур, Махаращра, Мегхалая, Мизорам, Ориса, Пенджаб, Сиким, Тамил Наду, Трипура, Утар Прадеш и Химачал Прадеш), Индонезия (Бали, Малки Зондски острови и Ява), Камбоджа, Китай (Хайнан), Лаос, Мианмар, Непал, Тайланд и Шри Ланка.